# اوجولو آنانته
اوجولو آنانته (به اسپانیایی: Osjollo Anante) یک کوه در پرو است که در پرو واقع شده‌است. اوجولو آنانته ۵٬۵۰۰ متر بالاتر از سطح دریا واقع شده‌است.